# جامعة لوبومباشي
جامعة لوبومباشي (بالفرنسية: Université de Lubumbashi)‏ هي جامعة عامة في جمهورية الكونغو الديمقراطية، وتقع في مقاطعة كاتانغا، مدينة لوبومباشي. تأسست عام 1955، ولديها ما يقرب من 33 ألف تلميذ في 10 كليات و4 مدارس عليا. وكان عميدها جيلبرت كشيبا منذ 29 ديسمبر 2015. لغة التدريس هي الفرنسية.

## التاريخ
تأسست الجامعة في عام 1955 باسم جامعة الكونغو ورواندا-أوروندي الرسمية (بالفرنسية: université officielle du Congo et du Rwanda-Urundi)‏ من قبل جامعة بروكسل الحرة (بلجيكا)، وافتتحت في عام 1956.
في عام 1960، حلت محلها جامعة إليزابيثفيل الوطنية (بالفرنسية: l’université d’État d’Élisabethville)‏، تحت إشراف جامعة لياج، ثم أصبح اسمها الجامعة الرسمية للكونغو (بالفرنسية: l’université officielle du Congo)‏في عام 1963.
في عام 1971، بعد دمج الجامعات والمعاهد العليا في جامعة وطنية في الكونغو، أصبح الحرم يسمى الجامعة الوطنية للكونغو (بالفرنسية: l’université nationale du Congo)‏ حرم لوبومباشي (بالفرنسية: Campus de Lubumbashi)‏، وفي عام 1972، ويعد حركة الزائيرية أصبح اسم الحرم الجامعة الوطنية في زائير (بالفرنسية: l’université nationale du Zaïre)‏ حرم لوبومباشي.
وقع إنشاء جامعة لوبومباشي في عام 1981 بموجب مرسوم قانون رقم 25/81 القاضي بإنشاء مؤسسات تعليمية عامة مستقلة.

## الكليات
تقدم جامعة لوبومباشي دورات ودروسا في الكليات التالية:
- البنيان
- الهندسة الزراعية
- الحقوق
- العلوم الصيدلانية
- الآداب والعلوم الإنسانية
- علم الأدوية
- الطب البيطري
- كلية الفنون التطبيقية
- العلوم الاجتماعية والسياسية والإدارية
- العلوم الاقتصادية وإدارة الأعمال
- علم النفس والعلوم التربوية
- العلوم

كما تضم الجامعة كذلك:
- مدرسة العلوم الجنائية
- مدرسة السياحة
- مدرسة الصحة العامة
- المدرسة العليا للمهندسين الصناعيين

## البحث العلمي في الجامعة

### مراكز البحوث
- مرصد التغيير الحضري (بالفرنسية: Observatoire du changement urbain)‏
- مركز البحث في اللغات الأجنبية وآدابها (بالفرنسية: Centre de recherche en langues et littératures étrangères)‏
- مركز أبحاث ونشر اللغات والآداب الأفريقية (بالفرنسية: Centre de recherche et de diffusion des langues et littératures africaines)‏
- مركز دراسة وبحوث علوم البوليتكنيك (بالفرنسية: Centre d'étude et de recherche en science polytechnique)‏
- الفلسفة الأفريقية (بالفرنسية: Philosophie africaine)‏
- مركز البحوث والتوثيق في وسط أفريقيا (بالفرنسية: Centre de recherche et de documentation sur l'Afrique centrale)‏
- مركز اللغات الحية (بالفرنسية: Centre des langues vivantes)‏
- مركز الدراسات الاجتماعية - السياسية لأفريقيا الوسطى (بالفرنسية: Centre d'études socio-politiques pour l'Afrique centrale)‏
- مركز الامتياز لرعاية المصابين بفيروس نقص المناعة البشرية / الإيدز (بالفرنسية: Centre d'excellence de prise en charge des personnes vivant avec le VIH/SIDA)‏
- مركز متعدد التخصصات للتنمية (بالفرنسية: Centre interdisciplinaire pour le développement)‏
- مركز البحوث التطبيقية في الصناعة (بالفرنسية: Centre de recherche appliquée à l'industrie)‏
- لجنة الأدب النقدي لأفريقيا جنوب الصحراء والمحيط الهندي (بالفرنسية: Comité de littérature critique de l'Afrique subsaharienne et à l'Océan Indien)‏
- مرصد تنمية الموارد المعدنية (بالفرنسية: Observatoire de valorisation des ressources minérales)‏
- وحدة التدريب والبحث في البيئة والسلامة والصحة في العمل (بالفرنسية: Unité de formation et de recherches en environnement, sécurité et santé au travail)‏

### المجلات العلمية
- البحث اللغوي والأدبي
- ميتوندا
- دفاتر فلسفية أفريقية
- ليكوندولي
- دراسات التاريخ الأفريقي
- المجلة الكونغولية للدراسات السياسية والاجتماعية
- حوليات كلية البوليتكنيك
- حوليات كلية الحقوق
- حوليات كلية العلوم
- حوليات كلية الطب البيطري
- لوبومباشي الطبية
- Sid'Excellence، مراجعة لمركز التميز لرعاية فيروس نقص المناعة البشرية / الإيدز

## الحياة الطلابية
يُطلق على طلاب جامعة لوبومباشي اسم الكاسابارديين (بالفرنسية: Kasapards)‏[بحاجة لمصدر] وهو اسم مليء بالسخرية والفكاهة، مأخوذ من اسم المنطقة التي تضم سجن كاسابا الكبير ومعسكر الجيش ومجمعات الإسكان الجامعية التي تقع جميعها على مستوى مدينة لوبومباشي.

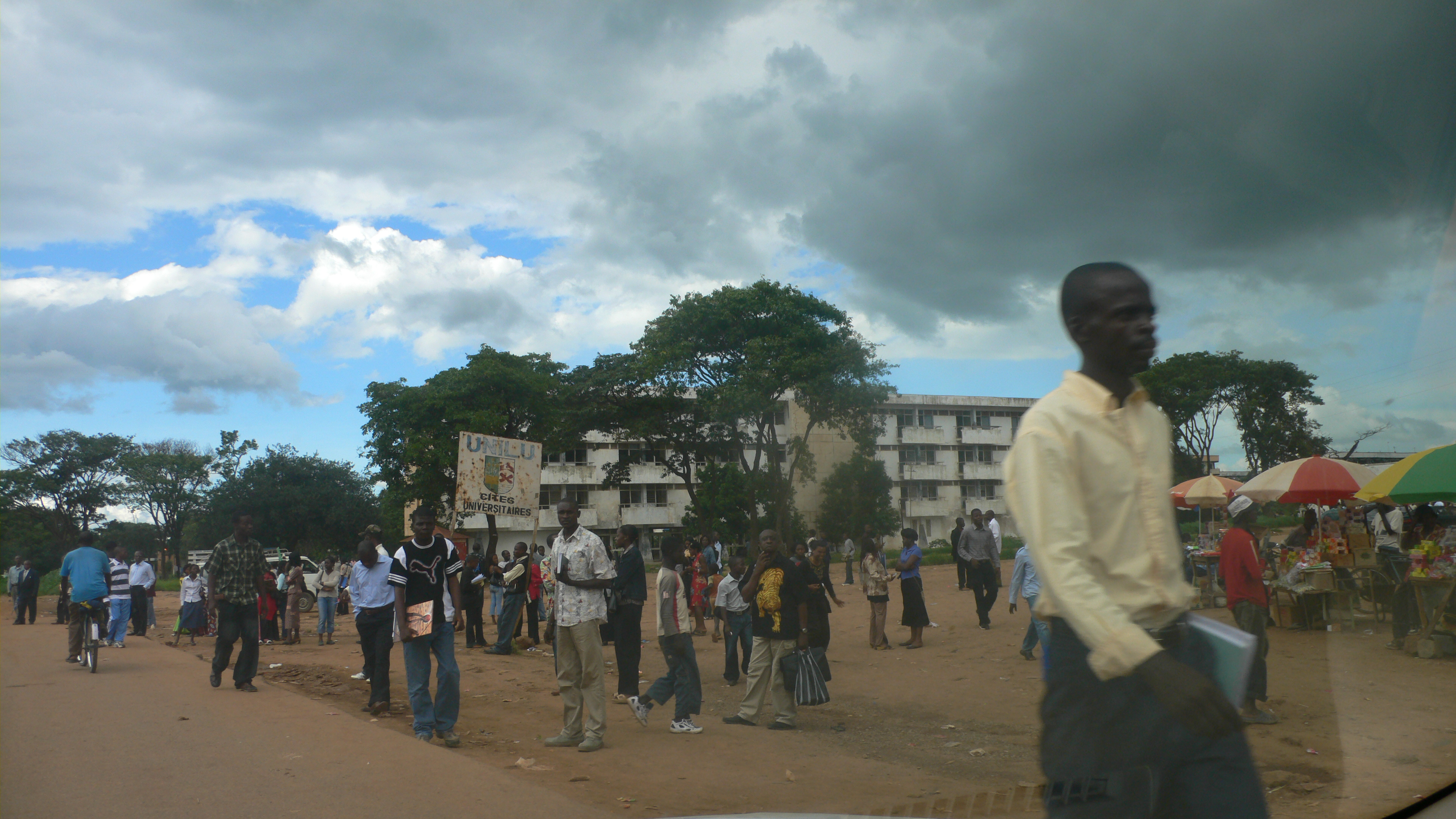
حرم الجامعة
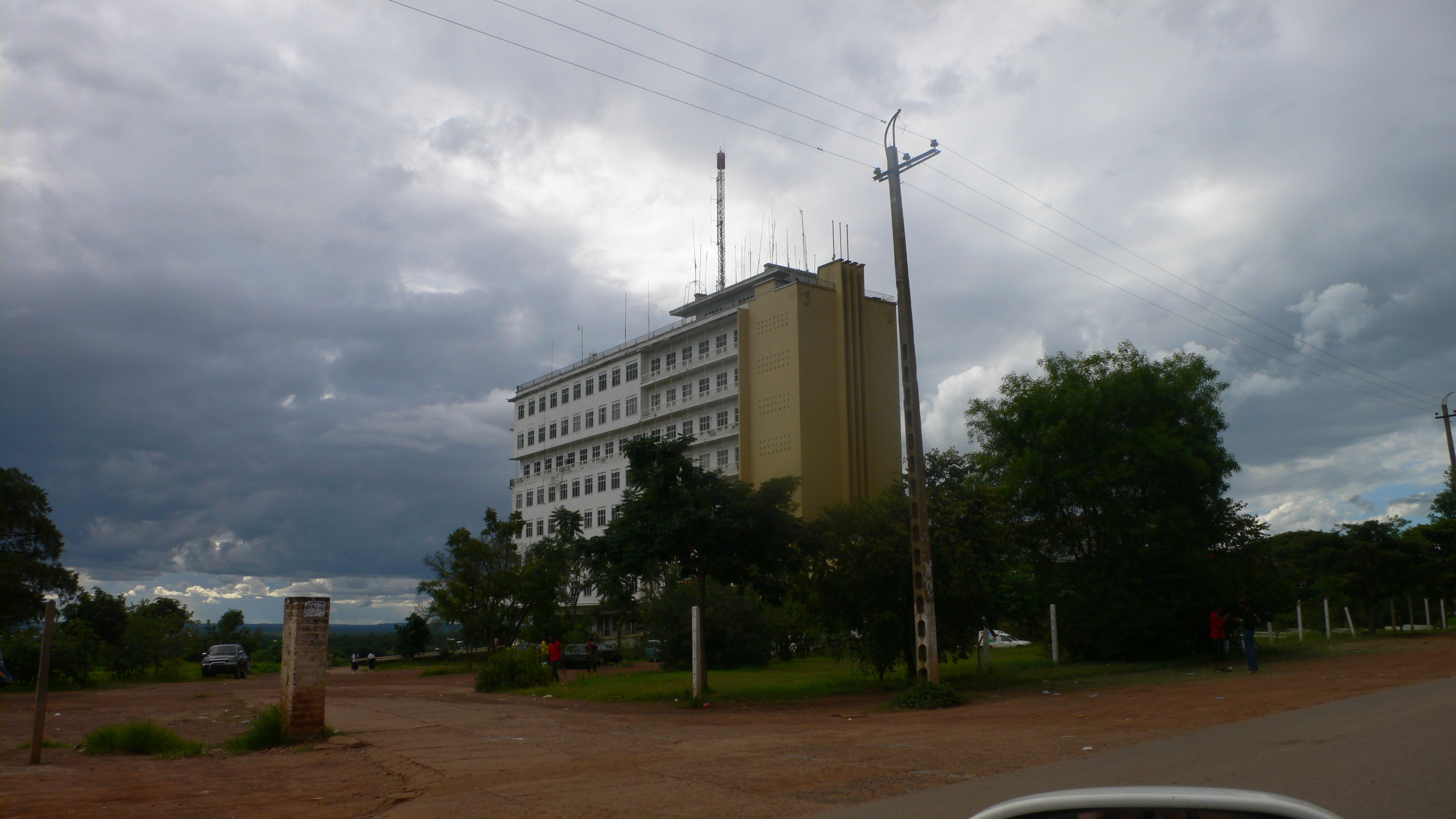
مبنى الإدارة
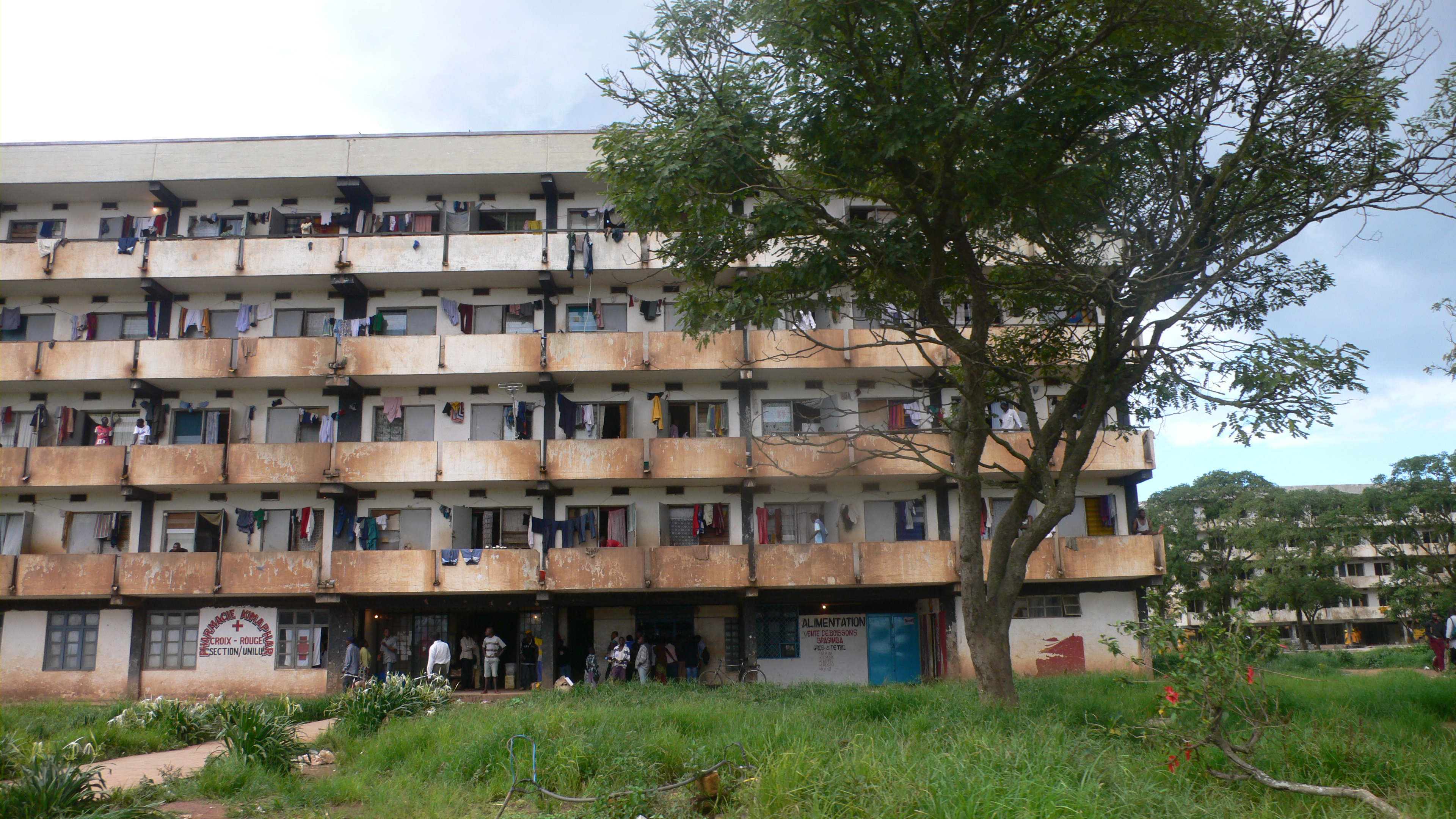
حرم الجامعة
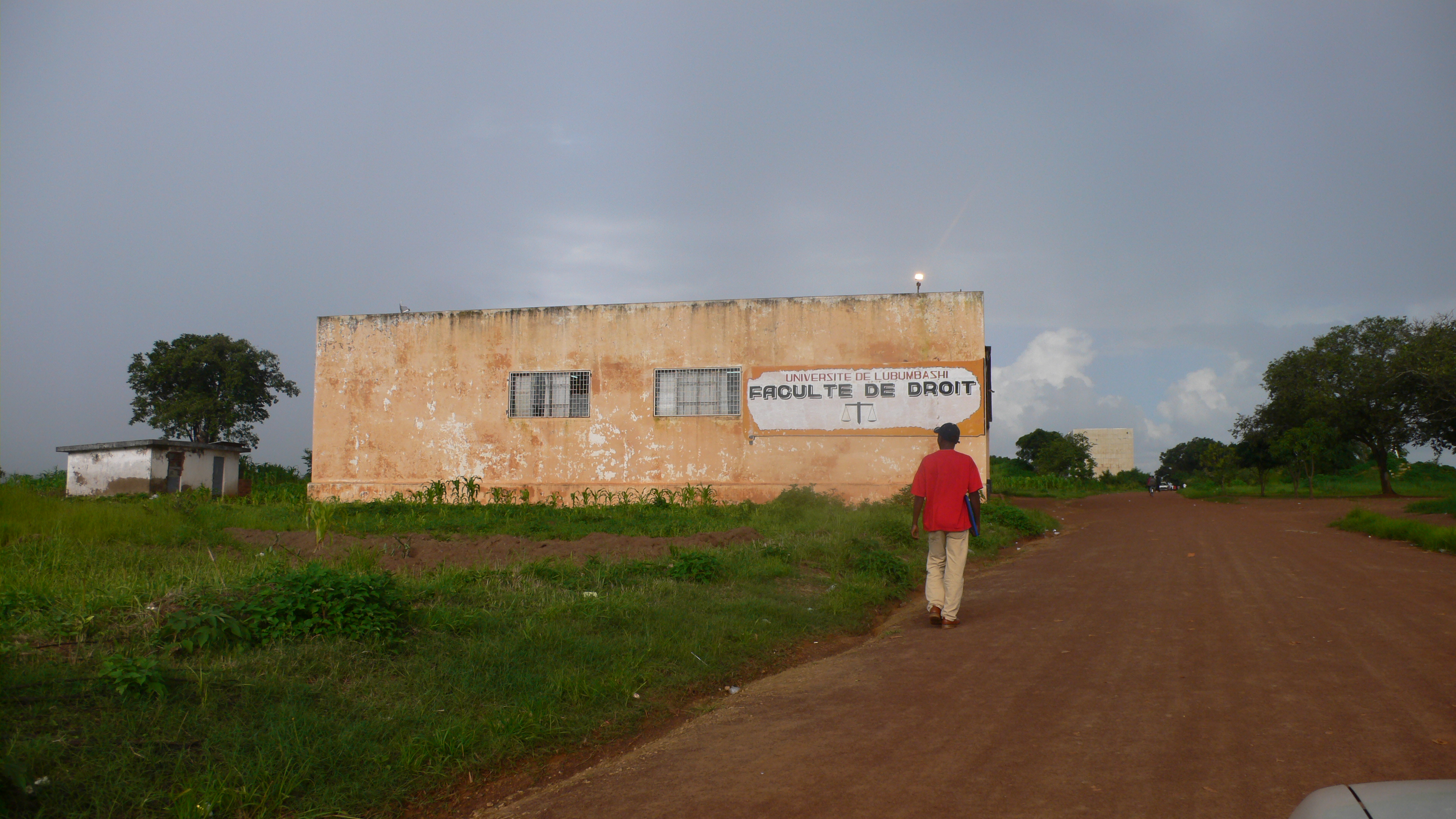
كلية الآداب
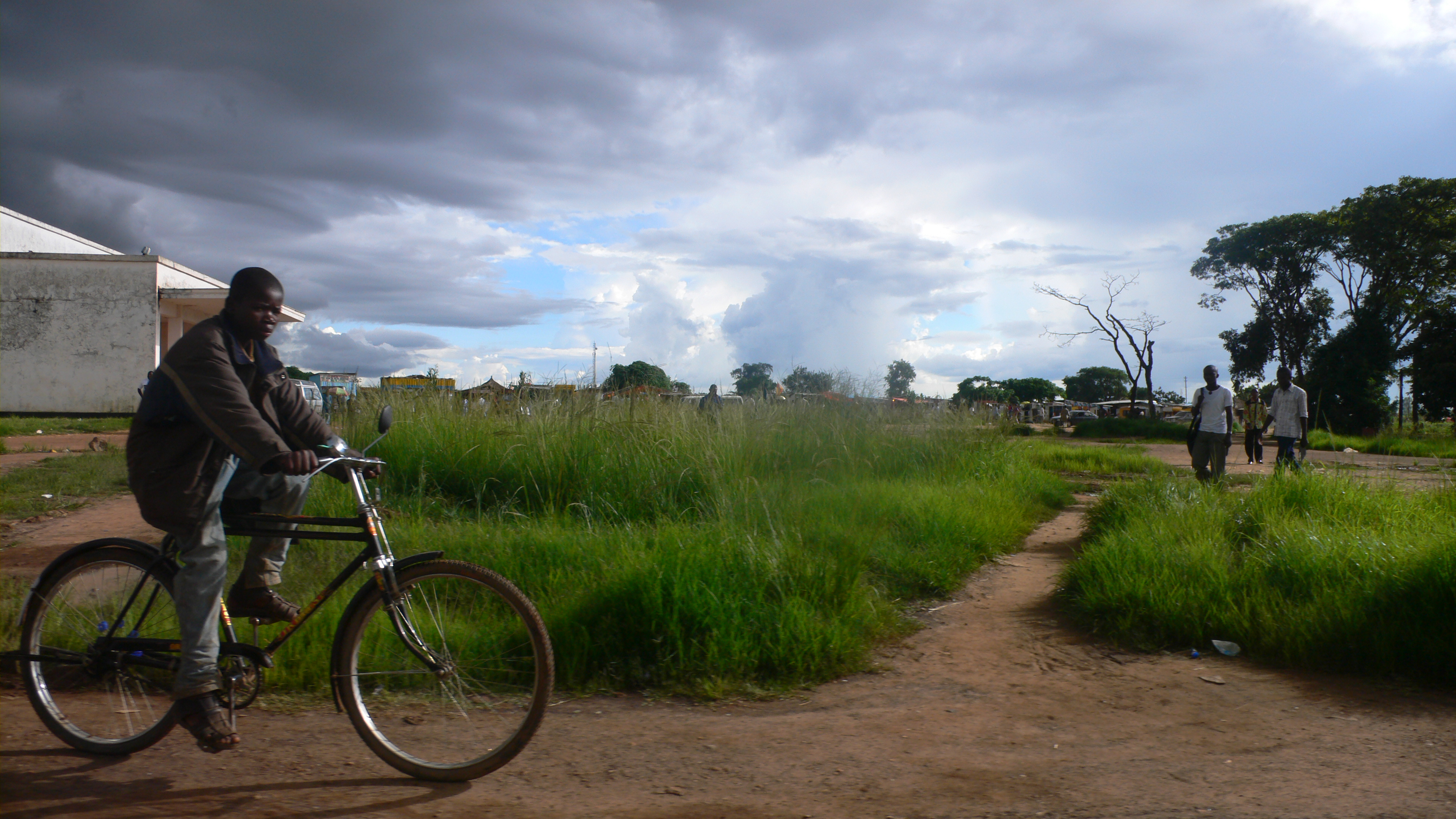
حرم الجامعة
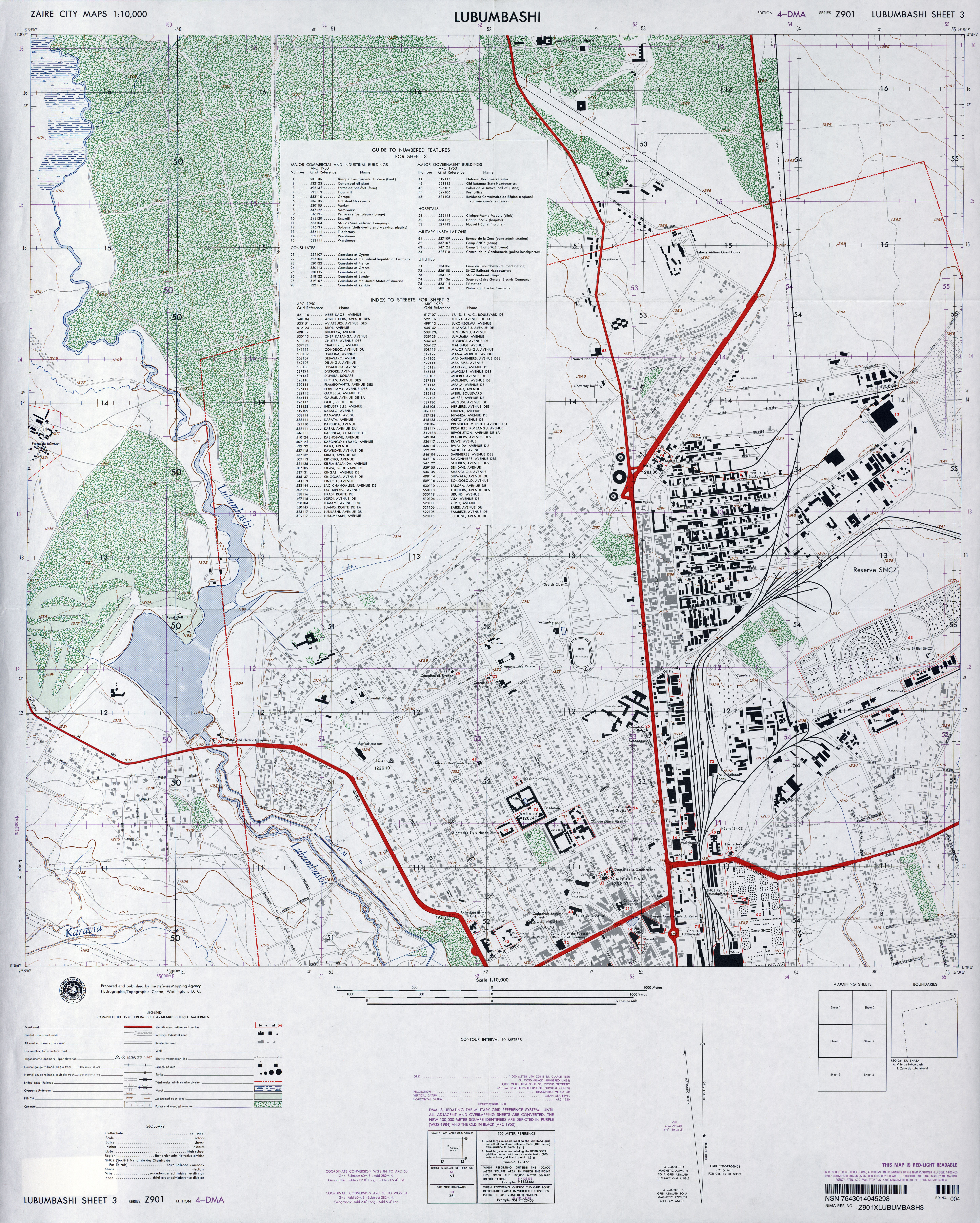
مخطط الجامعة



## شخصيات بارزة

### الطلاب القدامى
- فاليري نغوي ندالا، رئيس الرابطة الإفريقية للإشراف على الشباب وتدريبهم؛
- أندريه لايت، سياسي ووزير كونغولي؛
- أزارياس روبيروا (مواليد 1964)، سياسي ومحامي كونغولي؛
- إيمانويل رامازاني شداري (مواليد 1960)، سياسي كيني-كونغولي؛
- جوزيف سيبارينزي (1963-)، الرئيس السابق لبرلمان رواندا.

### المعلمون
- إريك جان بول موينزي وا كيونغو، ماجستير في الكرسي العلمي لعلم النفس المفتوح
- باسيلي مولواني ماكيليلي، أستاذ بكلية علم النفس والعلوم التربوية
- جان كلود مويامبو، سياسي وأستاذ القانون.
- ويلي كيتوبو، سياسي وأستاذ في كلية الفنون التطبيقية.
- بيري بالوي، أستاذ في كلية الدراسات العليا للمهندسين الصناعيين.
- جوس نديلو، أستاذ الصيدلة.
- جوليان كيلانجا، أستاذ بكلية الآداب في لوبومباشي.

جوليان كيلانغا موسيندي; جون بابتيست كاكوما ساكاتولو زامبيزي; Donatien Dibwe Dia Mwembu (Oct 2003). UNIVERSITÉ DE LUBUMBASHI (1990-1992) (بالفرنسية). بوغوميل جوسيويكي، وقيرونيك كلوبر. ISBN:9782747548588.